# Takabajasi Tosio
Takabajasi Tosio (1953. november 15. –) japán válogatott labdarúgó.

## Nemzeti válogatott
A japán válogatottban 12 mérkőzést játszott, melyeken 2 gólt szerzett.

## Statisztika
| Japán válogatott | Japán válogatott | Japán válogatott |
| Időszak          | Mérk.            | gól              |
| ---------------- | ---------------- | ---------------- |
| 1974             | 4                | 1                |
| 1975             | 0                | 0                |
| 1976             | 8                | 1                |
| Összesen         | 12               | 2                |